# Bulbophyllum crenilabium
Bulbophyllum crenilabium é uma espécie de orquídea (família Orchidaceae) pertencente ao gênero Bulbophyllum. Foi descrita por Walter Kittredge em 1984.